# Lent de Luneberg

Lent de Luneburg

La lent de Luneburg o de Luneberg consisteix en una lent que té la propietat de concentrar els raigs d'una ona plana incident en un punt de la seva superfície, diametralment oposada a la direcció d'incidència. Ja que l'esfera té simetria de revolució, la propietat es compleix amb independència de la direcció d'incidència. Una lent de Luneburg és esfèricament simètrica i d'estructura de refracció d'índex variable pel que forma imatges de geometria perfecta de dues esferes concèntriques una sobre l'altra.
La lent és una esfera de radi r  0  amb un índex de refracció que varia segons la llei següent:
{\displaystyle n={\sqrt {\epsilon }}={\sqrt {2-\left({\frac {r}{r_{0}}}\right)^{2}}}}
Al centre de l'esfera l'índex de refracció val {\displaystyle {\sqrt {2}}} i disminueix gradualment fins a la perifèria, on val 1.
En òptica és difícil aconseguir aquest control dels materials, però a freqüències de microones es pot aconseguir, utilitzant lents de Lunenberg modificades com a reflectors retrodirectius per radar: Es recobreix la semiesfera posterior d'una lent de Lunenberg amb un material reflector (alumini o coure, per exemple), aconseguint que l'ona incident i la reflectida tinguin la mateixa direcció.